# Yosa Buson

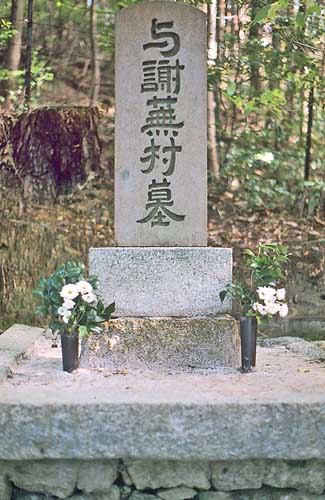
Mộ của Yosa Buson

Yosa Buson (与謝 蕪村 Yosa Buson, Dữ Tạ Vu Thôn) (tên thật là Taniguchi Buson) (1716 – 25 tháng 12 năm 1784), là thi sĩ và họa sĩ người Nhật trong thời kỳ Edo. Ông sinh năm 1716 tại làng Kema ở tỉnh Settsu, ngoại ô thành Osaka. Mồ côi cha mẹ từ nhỏ. Năm 1737, Ông đến thành Edo học vẽ và làm thơ theo Basho. Năm 1772, ra mắt tập thơ đầu tiên. Người ta biết đến Ông nhiều như là một họa sĩ. Ông chết năm 1784. Cùng với Matsuo Bashō và Kobayashi Issa, Buson được xem là một trong những nhà thơ vĩ đại nhất của thời kỳ Edo. Tên thật của ông là Taniguchi.